# Sabine Horstmann
Sabine Horstmann (* 1952) ist eine deutsche Kirchenmusikerin.
Horstmann studierte an der Westfälischen Landeskirchenmusikschule in Herford bei Wilhelm Ehmann Kirchenmusik. An der Hochschule für Musik Köln legte sie 1978 das A-Examen ab. An der Folkwang-Hochschule in Essen ergänzte sie ihre Ausbildung durch ein Gesangsstudium bei Jakob Stämpfli. Von 1978 bis zu ihrem Ruhestand im Sommer 2017 war sie Kirchenmusikerin in Schwelm. Sie lehrt Chorleitung und chorische Stimmbildung durch Kurse in Deutschland, Österreich, Belgien, den USA und in der Schweiz. Seit 1993 hat sie einen Lehrauftrag für Gesang an der Robert Schumann Hochschule Düsseldorf. Für ihre Leistungen wurde sie mit dem Titel einer Kirchenmusikdirektorin ausgezeichnet. 
Ihr Buch über chorische Stimmbildung erschien auch in einer französischen und englischen Ausgabe.

## Veröffentlichungen
- Chorische Stimmbildung. Merseburger, Berlin, 1996/2006.
- Choral Vocal Technique.[3]
- Formation vocale du chœur. Centre de Documentation Musicale A Coeur Joie Belgique, 1999.